# Светий Бартул (Мотовун)
Светий Бартул (хорв. Sveti Bartol) — населений пункт у Хорватії, в Істрійській жупанії у складі громади Мотовун.

## Населення
Населення за даними перепису 2011 року становило 73 осіб.
Динаміка чисельності населення поселення:

## Клімат
Середня річна температура становить 12,77 °C, середня максимальна – 26,25 °C, а середня мінімальна – -1,67 °C. Середня річна кількість опадів – 1025 мм.
| Клімат поселення                              | Клімат поселення | Клімат поселення | Клімат поселення | Клімат поселення | Клімат поселення | Клімат поселення | Клімат поселення | Клімат поселення | Клімат поселення | Клімат поселення | Клімат поселення | Клімат поселення | Клімат поселення |
| Показник                                      | Січ.             | Лют.             | Бер.             | Квіт.            | Трав.            | Черв.            | Лип.             | Серп.            | Вер.             | Жовт.            | Лист.            | Груд.            |                  |
| Середній максимум, °C                         | 9,26             | 10,26            | 13,38            | 16,77            | 21,80            | 25,87            | 26,25            | 25,67            | 21,30            | 16,64            | 11,66            | 8,33             |                  |
| Середня температура, °C                       | 3,79             | 4,79             | 7,91             | 11,30            | 16,32            | 20,39            | 22,74            | 22,14            | 17,77            | 13,14            | 8,15             | 4,81             |                  |
| Середній мінімум, °C                          | −1,67            | −0,67            | 2,45             | 5,81             | 10,86            | 14,92            | 19,22            | 18,64            | 14,25            | 9,61             | 4,64             | 1,28             |                  |
| Норма опадів, мм                              | 73               | 59               | 73               | 84               | 76               | 90               | 63               | 90               | 94               | 114              | 116              | 93               |                  |
| Середньомісячна швидкість вітру, м/с          | 1.76             | 2.05             | 2.24             | 2.26             | 2.05             | 1.97             | 1.93             | 1.87             | 1.84             | 1.96             | 2.02             | 1.91             |                  |
| Середньомісячна сонячна радіація, кДж/м²·день | 4470             | 7436             | 10726            | 15034            | 19273            | 20860            | 21946            | 18801            | 13977            | 8985             | 4897             | 3764             |                  |
| --------------------------------------------- | ---------------- | ---------------- | ---------------- | ---------------- | ---------------- | ---------------- | ---------------- | ---------------- | ---------------- | ---------------- | ---------------- | ---------------- | ---------------- |
| Джерело:                                      |                  |                  |                  |                  |                  |                  |                  |                  |                  |                  |                  |                  |                  |